# Aethecerus longulus
Aethecerus longulus är en stekelart som beskrevs av Wesmael 1845. Aethecerus longulus ingår i släktet Aethecerus och familjen brokparasitsteklar. Inga underarter finns listade i Catalogue of Life.